# Гавр (Атлантска Лоара)
Гавр (фр. Gâvre) је насељено место у Француској у региону Лоара, у департману Атлантска Лоара.
По подацима из 2011. године у општини је живело 1643 становника, а густина насељености је износила 30,66 становника/km².

## Демографија
| 1962. | 1968. | 1975. | 1982. | 1990. | 2011. |
| ----- | ----- | ----- | ----- | ----- | ----- |
| 911   | 861   | 825   | 892   | 995   | 1.643 |